# C++Builder
C++Builder (ou abreviado por BCB) é um ambiente de desenvolvimento integrado (IDE) produzido pela Embarcadero para o desenvolvimento de softwares na linguagem C++. Assemelha-se ao Delphi por compartilhar a mesma IDE, de forma que muitos componentes desenvolvidos para Delphi podem ser utilizados no C++Builder sem modificação, apesar do inverso não ser verdade. A partir do Borland Developer Studio 2006, ambas as linguagens (Delphi e C++) passaram a compartilhar a mesma IDE. Antes disto, eles eram distribuídos separadamente. Hoje eles podem ser adquiridos juntamente no Embarcadero RAD Studio. 
O aplicativo inclui ferramentas que permitem desenvolvimento visual através de "arrastar e soltar", tornando a programação mais simples. Foi direcionado originalmente somente para a plataforma Windows. Uma versão intermediária incorporou o CLX, uma biblioteca de componentes multi-plataforma baseada em Qt, suportando Windows e Linux, porém esta versão foi descontinuada.
Em 2003 a Borland introduziu o sucessor do C++Builder, C++Builder X (CBX), que foi escrito utilizando o mesmo framework do JBuilder. Esse produto, que foi direcionado para o desenvolvimento de grandes programas, não obteve sucesso comercial. Como resultado, a Borland anunciou no final de 2004 o retorno do C++Builder como parte da suíte de desenvolvimento Delphi.
No final de 2005 a Borland lançou o Borland C++Builder 2006, baseado nas versões antigas do aplicativo e correções de falhas.
Em 2007 a empresa decidiu vender suas ferramentas de desenvolvimento de software e dividiu-se em Borland e CodeGear. A CodeGear lançou o RADStudio 2007 com o Delphi e o C++Builder incorporado. Em 2008 a CodeGear foi comprada pela Embarcadero e lançou o RAD Studio 2009 que uniu ferramentas para bancos de dados da Embarcadero com a IDE. Em 2009 foi lançado o RAD Studio 2010 onde o C++Builder teve a sua compatibilidade com o padrão ANSI/C++ melhorada, aproximando-se de outros compiladores do mercado. Além disso, recebeu suporte à codificação Unicode. Em 2010 foi lançado o RAD Studio XE onde tornou-se compatível com Windows 7.